# Filar Wołowego Grzbietu

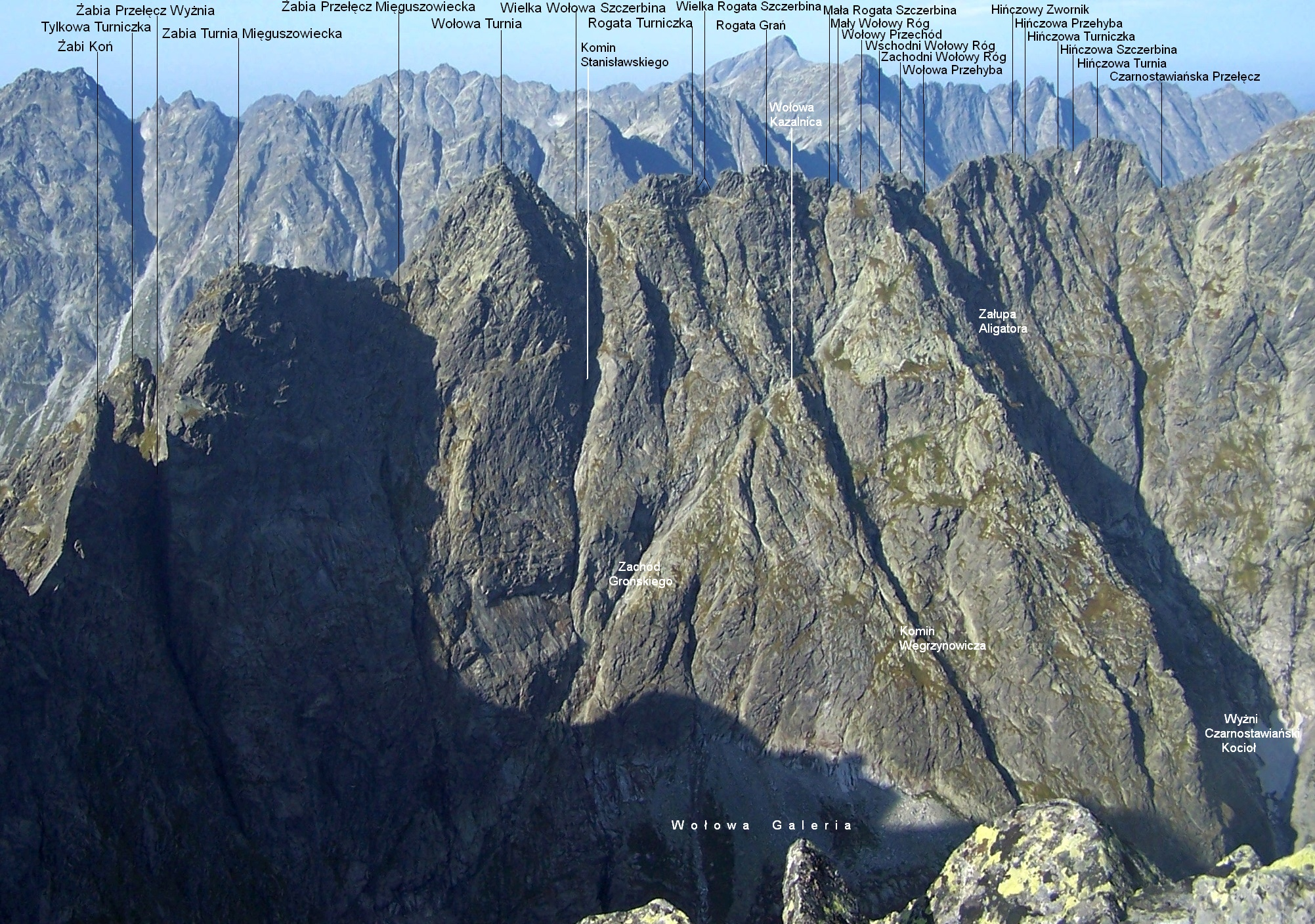
Widok z Niżnich Rysów

Filar Wołowego Grzbietu – wielki filar na północnej ścianie Wołowego Grzbietu w polskich Tatrach Wysokich. Jest najdłuższą i najbardziej rozległą formacją skalną całego grzbietu. Ma deniwelację około 600 m.
Filar Wołowego Grzbietu tworzy ograniczenie dla położonego po jego lewej stronie (patrząc od dołu) Kominu Węgrzynowicza. Po prawej stronie filara w kolejności od góry na dół znajdują się: depresja opadająca z Małej Wołowej Szczerbiny (jej większa część to Załupa Aligatora), Wyżni Czarnostawiański Kocioł i Mały Wołowy Żleb. Dolna ostroga filara znajduje się między tym żlebem i najniższą częścią Kominu Węgrzynowicza.

## Opis filara
W Filarze Wołowego Grzbietu wyróżnia się kilka części. W kolejności od dołu do góry są to:
- Żebro. Ma wysokość około 100 m, jest kruche, skalisto-trawiaste i kończy się niewielkim siodełkiem;
- Skaliste i kruche ostrze ciągnące się od wysokości około 1850 do 2000 m. Jego najniższa, znajdująca się zaraz nad siodełkiem część to  trawiasta i wąska rynna. Górna część kończy się na poziomie Wołowej Galerii. Można do niej dojść bardzo stromymi trawnikami, skalnymi ściankami i łatwym w tym miejscu odcinkiem Komina Węgrzynowicza;
- Podwójne ostrze filara, na jakie dzieli się on na wysokości około 2000–2100 m. Ostrza są równoległe i nieprzystępne. Pomiędzy nimi jest bardzo szeroka i wybitna depresja o wymytych prożkach, miejscami trawiasta i stromiejąca ku górze;
- Mało stromy odcinek o wysokości kilkudziesięciu metrów. Filar jest tu pojedynczy, ale bardzo szeroki. W jego lewej części (patrząc od dołu), około 90 m poniżej Zachodu Grońskiego znajduje się wybitna kazalnica. Do Komina Węgrzynowicza i lewej części filara opada ona pionową ścianą. W widoku ze szlaku na Rysy wygląda jak turnia;
- Skalne ścianki o wysokości około 40. Powyżej ich górnej części znajdują się półki, którymi prowadzi droga wspinaczkowa Północna obwodnica. Ścianki te można przejść na wprost, lub obejść;
- Płytowe ścianki położone między Północną Obwodnicą a Zachodem Grońskiego. Mają wysokość kilkudziesięciu metrów[2].

## Taternictwo
Filarem prowadzi droga wspinaczkowa (III w skali UIAA, czas przejścia 4 godz.). Pierwsze przejście letnie: Marek Karpiński, Wojciech Komusiński, Zdzisław Kozłowski  i Jerzy Strojny 12 kwietnia 1953 r. Pierwsze przejście zimowe (bez asekuracji): Arkadiusz Gąsienica Józkowy 26 stycznia 1991 r.